# オスカル・メナ
オスカル・アルシデス・メナ・フェルナンデス（Óscar Alcides Mena Fernández、1970年11月30日 - ）は、アルゼンチン・ルハン出身の元サッカー選手、サッカー指導者。ポジションはMF。

## 選手経歴
ブエノスアイレスのルハンに生まれ、アルゼンチン3部リーグに所属していたクルブ・ルハンでキャリアをスタートさせた。1994年に移籍したCAプラテンセでプリメーラ・ディビシオンデビューを果たした。
1997-98シーズン開幕前、同胞のカルロス・ロアと共にRCDマヨルカに引き抜かれた。マヨルカでは守備的MFとしてプレーしたが、リーグ戦で7ゴールを挙げ、ラ・リーガでの5位フィニッシュに貢献し、コパ・デル・レイでは準優勝を経験した。
1998年の夏、アトレティコ・マドリードへと移籍し、2001年に退団以降はスペインの3部や4部のクラブを転々とし、2005年にCDシエンポスエロスで現役を引退した。

## 指導者経歴
2005年2月に現役を引退した後、古巣アトレティコ・マドリードのCチームでアシスタントコーチとして働き始めた。
2014年2月10日、アルフレド・サンタエレナの後任としてアトレティコ・マドリードBの監督に就任した。就任前は降格権に足を踏み入れていたが、就任後は持ち直してクラブをセグンダB残留に導いた。

## 個人成績
| クラブ                   | シーズン           | リーグ戦                | リーグ戦 | リーグ戦 | 国内カップ | 国内カップ | 国際大会 | 国際大会 | その他 | その他 | 合計 | 合計 |
| クラブ                   | シーズン           | ディヴィジョン          | 出場     | 得点     | 出場       | 得点       | 出場     | 得点     | 出場   | 得点   | 出場 | 得点 |
| ------------------------ | ------------------ | ----------------------- | -------- | -------- | ---------- | ---------- | -------- | -------- | ------ | ------ | ---- | ---- |
| マジョルカ               | 1997-98            | ラ・リーガ              | 35       | 7        | 11         | 2          | -        | -        | 0      | 0      | 46   | 9    |
| アトレティコ・マドリード | 1998-99            | ラ・リーガ              | 29       | 2        | 4          | 0          | 7        | 0        | 0      | 0      | 40   | 2    |
| アトレティコ・マドリード | 1999-00            | ラ・リーガ              | 6        | 0        | 2          | 0          | 0        | 0        | 0      | 0      | 8    | 0    |
| アトレティコ・マドリード | 2000-01            | セグンダ・ディビシオン  | 19       | 1        | 5          | 0          | -        | -        | 0      | 0      | 24   | 1    |
| アトレティコ・マドリード | クラブ通算         | クラブ通算              | 54       | 3        | 12         | 0          | 7        | 0        | 0      | 0      | 73   | 3    |
| ラシン・サンタンデール   | 2001-02            | セグンダ・ディビシオン  | 19       | 1        | 1          | 0          | -        | -        | 0      | 0      | 20   | 1    |
| トレド                   | 2002-03            | セグンダ・ディビシオンB | 12       | 2        | 0          | 0          | -        | -        | 0      | 0      | 12   | 2    |
| ラス・パルマス           | 2004-05            | セグンダ・ディビシオンB | 6        | 0        | 0          | 0          | -        | -        | 0      | 0      | 6    | 0    |
| スペインリーグ通算       | スペインリーグ通算 | スペインリーグ通算      | 126      | 13       | 23         | 2          | 7        | 0        | 0      | 0      | 156  | 15   |